# Pratt & Whitney J52
Pratt & Whitney J52 (tovární označení JT8A) je proudový motor navržený původně pro potřeby amerického námořnictva, ve třídě 9 000 lbf. Poháněl např. letoun A-6 Intruder a střelu AGM-28 Hound Dog. Okolo roku 2011 byl motor stále ve službě v letounech A-4 Skyhawk a EA-6B Prowler. Motor také poskytl základ pro široce používaný dvouproudový motor Pratt & Whitney JT8D s nízkým obtokovým poměrem.

## Použití
- AGM-28 Hound Dog (střela s plochou dráhou letu)
- Douglas A-4 Skyhawk
- Grumman A-6 Intruder
- IAI Sa'ar
- Lockheed Martin A-4AR Fightinghawk
- Northrop Grumman EA-6B Prowler

## Specifikace (J52-P-408)

### Technické údaje
- Typ: proudový motor
- Průměr: 0,814 m
- Délka: 3,0 m
- Hmotnost suchého motoru: 1 052 kg

### Součásti
- Kompresor: axiální, 5 nízkotlakých stupňů, 7 stupňů vysokotlakého kompresoru
- Turbína: 1 vysokotlaký stupeň, 1 nízkotlaký stupeň

### Výkony
- Maximální tah: 50 kN
- Celkový poměr stlačení:14,6:1
- Měrná spotřeba paliva:  0,89 lb/lbf*hr
- Poměr tah/hmotnost: 4,83:1